# 藤枝市立高洲小学校
藤枝市立高洲小学校（ふじえだしりつ たかすしょうがっこう）は、静岡県藤枝市高柳に所在する公立小学校。児童数約780人で、開校から150年以上経った歴史ある学校である。

## 沿革

### 年表
- 1873年 11月16日 奎運舎設立
- 1874年 4月27日 尚綗館設立
- 1886年 7月13日 高柳村立高柳尋常小学校となる
- 1889年 5月4日 高洲村立高洲尋常小学校と改称、分校を築地下に置く
- 1892年 6月1日 本校を高洲南尋常小学校分校を高洲北尋常小学校とする
- 1898年 6月30日 高洲村立高洲尋常小学校となる
- 1903年 4月1日 高等科が設置され高洲村立高洲尋常高等小学校となる
- 1941年 志太郡高洲村国民学校と校名変更
- 1947年 志太郡高洲村立高洲小学校と校名変更
- 1954年 藤枝市立高洲小学校と校名変更
- 1973年 創立100周年
- 1981年 7月4日 校舎竣工
- 1984年 2月27日 体育館竣工
- 1988年 6月8日 プール竣工
- 2003年 創立130周年
- 2023年 創立150周年

## 学区
- 築地、築地上、築地1丁目、高柳、高柳1・2・3・4丁目
  - 小石川町3・4丁目、兵太夫、与左衛門、田沼2丁目、高洲1丁目の各一部

## 中学校区
- 藤枝市立高洲中学校

## 学校教育目標
たりほ　かしこく　すこやかに（頭文字をとってたかす）

### 重点目標
気づき 考え 実行しよう